# Kistécső (Ukrajna)
Kistécső (ukránul: Тячівка) falu Ukrajnában, Kárpátalján, a Técsői járásban.

## Fekvése
Técső északi szomszédjában fekvő település.

## Nevének eredete
A Técső helységnév magyar víznévi eredetű (Thecu, Györffy György 4: 112, 1336/456: fl. Thechewyze, 1410: Techöpataka, 1411: Kysthechew (folyó). A Kis- előtag a helység méretét jelölhette.

## Története
A 243 m. tengerszint feletti magasságban fekvő településnek 1555 lakosa van.